# Humphrey Lyttelton
Humphrey Richard Adeane Lyttelton (Eton College, 23 de maio de 1921 – Londres, 25 de abril de 2008), também conhecido como Humph, foi um músico de jazz, radialista britânico e diretor do programa de rádio da BBC I'm Sorry I Haven't a Clue. Era primo de Charles Lyttelton, Décimo Vizconde de Cobham e sobrinho do político e esportista Alfred Lyttelton. Embora conhecido como um trompetista de jazz, ele também tocava clarinete.
Humphrey Lyttelton começou sua carreira profissional em 1947 com « George Webb's Dixielanders ». Já dirigiu formação especializada nos gêneros dixieland e às vezes o mainstream jazz. Ele já gravou com músicos como Sidney Bechet, Buck Clayton, Buddy Tate, Jimmy Rushing, Big Joe Turner.

## Livros
- Humphrey Lyttelton: It Just Occurred to Me…: An Autobiographical Scrapbook (Robson Books Ltd: London, September 2006) (224 S., ISBN 1-86105-901-9)
- Tim Brooke-Taylor, Graeme Garden, Barry Cryer, Humphrey Lyttelton: The Little Book of Mornington Crescent (Orion: 2000) (112 S., ISBN 0-7528-1864-3)
- Tim Brooke-Taylor, Graeme Garden, Humphrey Lyttelton, Barry Cryer, Willie Rushton: I'm Sorry I Haven't a Clue: the Official Limerick Collection (Orion: 1998) (128 S., ISBN 0-7528-1775-2)
- Humphrey Lyttelton: The Best of Jazz (Robson Books: London, 1998) (423 S., ISBN 1-86105-187-5)
- Humphrey Lyttelton: The Best of Jazz: Vol 2 – Enter the Giants (Robson Books: London, 1998) (220 S., ISBN 1-86105-188-3)
- Julian Purser Humph: A discography of Humphrey Lyttelton 1945–1983 (Collectors Items: 1985) (49 S., ISBN 0-946783-01-2)
- Humphrey Lyttelton: Why No Beethoven?: Diary of a Vagrant Musician (Robson Books: 1984) (176 S., ISBN 0-86051-262-2)
- Humphrey Lyttelton: Jazz and Big Band Quiz (Batsford: 1979) (96 S, ISBN 0-7134-2011-1)
- Humphrey Lyttelton: The Best of Jazz 1: Basin Street to Harlem: Jazz Masters and Master Pieces, 1917–1930 (Taplinger Publishing Co: London, 1978) (220 S., ISBN 1-86105-188-3)
- Humphrey Lyttelton: Best of Jazz (Robson Books: 1978) (224 S., ISBN 0-903895-91-9)
- Humphrey Lyttelton: I play as I please: The memoirs of an Old Etonian trumpeter (MacGibbon and Kee: 1954) (200 S.)
- Humphrey Lyttelton: Second chorus (MacGibbon and Kee: 1958) (198 S.)
- Humphrey Lyttelton: Take it from the Top: An Autobiographical Scrapbook (Robson Books: 1975) (168 S., ISBN 0-903895-56-0)